# Скикда (област)
Скикда (на арабски: ولاية سكيكدة) е област на Алжир. Населението ѝ е 898 680 жители (по данни от април 2008 г.), а площта 4026 кв. км. Намира се в часова зона UTC+01. Телефонният ѝ код е +213 (0) 38. Административен център е Скикда.